# Clásica San Sebastián 1987
Die Clásica San Sebastián 1987 war die 7. Austragung der Clásica San Sebastián und fand am 12. August 1987 statt. Die Gesamtdistanz des Rennens betrug 244 Kilometer. Der Sieg des Spaniers Marino Lejarreta 1987 war der dritte Sieg von ihm bei der Clásica San Sebastián nach 1981 und 1982. Zweiter wurde Ángel Arroyo vor Federico Echave.

## Ergebnis
| Rang | Fahrer               | Team                | Zeit         |
| ---- | -------------------- | ------------------- | ------------ |
| 1    | Marino Lejarreta     | Caja Rural-Orbea    | 6h 19' 19"   |
| 2    | Ángel Arroyo         | Reynolds            | + 28"        |
| 3    | Federico Echave      | BH                  | gleiche Zeit |
| 4    | Erik Breukink        | Panasonic-Isostar   | + 1' 02"     |
| 5    | José Recio           | Kelme               | gleiche Zeit |
| 6    | Jesús Blanco Villar  | Teka                | gleiche Zeit |
| 7    | Ángel Camarillo      | Teka                | gleiche Zeit |
| 8    | Teun van Vliet       | Panasonic-Isostar   | + 1' 12"     |
| 9    | Adri van der Poel    | PDM-Ultima-Concorde | gleiche Zeit |
| 10   | Pello Ruiz Cabestany | Caja Rural-Orbea    | gleiche Zeit |